# Piotr Kirsanow
Piotr Kirsanow (ros. Пётр Семёнович Кирса́нов, ur. 1 stycznia 1919 we wsi Łapino w obwodzie kałuskim, zm. 7 listopada 1991 w Moskwie) – radziecki dowódca wojskowy, marszałek lotnictwa (1982).
Od 1936 w Armii Czerwonej, w 1938 ukończył wojskową szkołę lotniczą, w latach 1939-1940 brał udział w wojnie z Finlandią. Od 22 czerwca 1941 uczestnik II wojny światowej, zastępca dowódcy i dowódca eskadry, później instruktor lotniczy w Głównym Zarządzie Szkolenia Bojowego Frontowych Sił Powietrznych ZSRR. Podczas wojny wykonał 323 loty bojowe, osobiście zestrzelił 8, a w grupie 6 samolotów wroga (według innych  źródeł wykonał 216 lotów bojowych, w których zestrzelił 7 osobiście i 3 w grupie, samolotów wroga. 1950 ukończył Wojskową Akademię Lotniczą w Monino, do 1952 pracownik Zarządu Szkolenia Sił Powietrznych, potem był dowódcą dywizji lotniczej. 1958 ukończył Akademię Sztabu Generalnego. 1958-1963 zastępca dowódcy 24 Armii Powietrznej ds. Szkolenia Bojowego, 1963-1967 zastępca szefa Szkolenia Bojowego Sił Powietrznych ZSRR, 1979-1983 dowódca Sił Powietrznych ZSRR na Dalekim Wschodzie, 1983 ukończył wyższe kursy akademickie przy Akademii Sztabu Generalnego. 1983-1987 szef Centralnej Inspekcji Bezpieczeństwa Lotniczego Sił Powietrznych ZSRR, 1987-1988 zastępca szefa - szef Służby Bezpieczeństwa Lotniczego Sił Powietrznych ZSRR. Od 16 grudnia 1982 marszałek lotnictwa. Od 1988 wojskowy inspektor-doradca Grupy Generalnych Inspektorów Ministerstwa Obrony ZSRR.

## Odznaczenia i wyróżnienia
- Order Lenina
- Order Rewolucji Październikowej
- Order Czerwonego Sztandaru (pięciokrotnie)
- Order Wojny Ojczyźnianej I klasy (dwukrotnie)
- Order Czerwonej Gwiazdy (trzykrotnie)
- Order „Za służbę Ojczyźnie w Siłach Zbrojnych ZSRR” III klasy
- Medal „Za zwycięstwo nad Niemcami w Wielkiej Wojnie Ojczyźnianej 1941–1945”
- Tytuł Zasłużonego Lotnika Wojskowego ZSRR (1966)
- Krzyż Kawalerski Orderu Odrodzenia Polski (Polska)

I medale.